# 蒙德尔斯海姆
蒙德尔斯海姆（德語：Mundelsheim）是德国巴登-符腾堡州的一个市镇。总面积10.20平方公里，总人口3163人，其中男性1597人，女性1566人（2011年12月31日），人口密度310人/平方公里。

## 友好城市
- 法國 拉莫特塞沃莱克斯